# Рајан Краузер
Рајан Краузер (енгл. Ryan Crouser; Портланд (Орегон), 18. децембар 1992) амерички је бацач кугле и светски рекордер у тој дисциплини са даљином од 23 метра и 56 сантиметара. Троструки је освајач златне олимпијске медаље и олимпијски је рекордер са даљином 23.30м. Краузер је тренутни светски рекордер у бацању кугле и у дворанским условима даљином од 22.82м.
Добитник је највећег признања САД за атлетику, награде Џеси Овенс  и два пута је био финалиста за најбољег мушког атлетичара године по избору Светске атлетике, међународног управљачког тела за атлетику. Такође је освојио шампионат Дијамантске лиге и рекордер је лиге у бацању кугле.
Краузер је шестоструки национални шампион САД у бацању кугле: 2016, 2017, 2019, 2021, 2022, 2023. Он је троструки национални шампион САД у бацању кугле у дворани 2019, 2020, 2022. Рајан је четвороструки НЦАА шампион у бацању кугле у затвореном и на отвореном за Универзитет Тексаса. Претходно је освојио златну медаљу у бацању кугле за млађе јуниоре (млађе од 18 година) на Светском првенству за млађе јуниоре 2009, бацивши куглу од 5 килограма на даљину од 21.56 метара.

## Одрастање
Рајан Краузер је рођен у Портланду, Орегон 18. децембра 1992. године. Припада породици бацача; његов отац, Мич Краузер, био је бацач диска, његов стриц Брајан Краузер се квалификовао за два олимпијска тима у бацању копља, његов други стриц Дин Краузер био је добар бацач кугле и диска, а његови рођаци Сем и Хејли су оба бацача копља.
Рајан је почео је да се бави атлетиком у петом разреду основне школе. У почетку није био тако добар као његов рођак Сем. Искорак је направио у осмом и деветом разреду. Након матурирања у средњој школи Барлоу, по завршетку сезоне 2011. године Рајан је изабрао да студира на Универзитет у Тексасу уместо традиционалног породичног избора Универзитета у Орегону. Краузер је завршио двогодишње мастер студије финансија 2016. Затим је ангажовао Пола Дојла као свог агента.

## Атлетска каријера
На америчким олимпијским квалификацијама, 18. јуна 2021, Краузер је бацио куглу 23,37 м и тако поставио нови светски рекорд. Претходни светски рекорд од 23.12 м држао је Ренди Барнс од 1990. године. Краузеров светски рекорд је ратификован 11. августа 2021.
5. августа 2021, на Олимпијским играма у Токију 2020, Краузер је бацио актуелни Олимпијски рекорд од 23.30 метара и тада је постао двоструки олимпијски шампион. Своју прву златну олимпијску медаљу освојио је на Олимпијским играма у Рио де Жанеиру 2016. када је поставио тадашњи рекорд Олимпијских игара од 22.52м.
Дана 27. маја 2023, Краузер се такмичио на Великој награди Лос Анђелеса на Дрејк стадиону, и тада је бацио актуелни светски рекорд у бацању кугле на отвореном од 23,56 м. Данас је Краузер једини човек на свету који је икада бацио више од 23,50 метара. 17 од 21 хитаца преко 23 метра је извео Краузер. Бацио је 22м или даље преко 215 пута.
На Светском првенству 2023. у Будимпешти, освојио је златну медаљу хицем од 23.51м и тиме је оборио рекорд светских шампионата.
| Олимпијске игре, 2024                     | Бацање кугле | 22.90 м                            |    |
| Светско првенство у дворани 2024.         | Бацање кугле | 22.71 м                            |    |
| Светско првенство, 2023                   | Бацање кугле | 23.51 м (рекорд шампионата)        |    |
| Светско првенство, 2022.                  | Бацање кугле | 22.94 м                            |    |
| Светско првенство у дворани 2022.         | Бацање кугле | 22.44 м                            | 2  |
| Олимпијске игре, 2020.                    | Бацање кугле | 23.30 м (олимпијски рекорд)        |    |
| Светско првенство, 2019.                  | Бацање кугле | 22.90 м                            | 2  |
| 2018 ИААФ Континентални куп               | Бацање кугле | 21.63 м                            | 5. |
| Светско првенство, 2017.                  | Бацање кугле | 21.20 м                            | 6. |
| Олимпијске игре, 2016.                    | Бацање кугле | 22.52 м                            |    |
| Светско првенство за млађе јуниоре, 2009. | Бацање кугле | 21.56 м (кугла тешка 5 килограма)  |    |
| Светско првенство за млађе јуниоре, 2009. | Бацање диска | 61.64 м (диск тежак 1.5 килограма) | 2  |

## Тренерска каријера
У децембру 2019, Краузер се преселио из Америчког Олимпијског центра за обуку у Сан Дијегу у Фејетвил, Арканзас. Постао је тренер волонтер за мушки атлетску тим Универзитета Арканзас. Краузеров пулен, Роџе Стона освојио је златну медаљу у бацању диска на олимпијским играма у Паризу 2024.